# Квартира (фильм, 1996)
«Квартира» (фр. L'appartement) — художественный фильм французского режиссёра Жиля Мимуни, снятый по собственному сценарию в 1996 году.
В 2004 году по мотивам фильма режиссёр Пол Макгиган снял ремейк под названием «Одержимость».

## Сюжет
После двух лет пребывания в Нью-Йорке молодой преуспевающий бизнесмен по имени Макс собирается жениться и осесть в Париже. На деловых переговорах в небольшом ресторане он случайно увидел Лизу — девушку, в которую некогда был страстно влюблён, но с которой расстался при загадочных обстоятельствах.
Забыв о своей намеченной поездке, Макс обращается за помощью к своему другу Люсьену и пытается проследить за вновь исчезнувшей Лизой. Поиски приводят его в квартиру, где он знакомится со странной девушкой, похожей на его пропавшую подругу. Макс проводит ночь у своей новой знакомой и вскоре с удивлением начинает замечать, что обе девушки сливаются в его сознании.

## В ролях
- Роман Боринже — Алиса
- Венсан Кассель — Макс
- Жан-Филип Экоффэ — Люсьен
- Моника Беллуччи — Лиза

- Сандрин Киберлен — Мюриель
- Оливье Гранье — Даниель

## Награды и номинации
| Премия                                                   | Категория                                    | Лауреаты и номинанты | Результаты |
| -------------------------------------------------------- | -------------------------------------------- | -------------------- | ---------- |
| «Сезар»-1997                                             | Самая многообещающая актриса                 | Моника Беллуччи      | Номинация  |
| «Сезар»-1997                                             | Лучшая дебютная работа                       | Жиль Мимуни          | Номинация  |
| «Британская академия кино и телевизионных искусств»-1998 | Премия BAFTA за лучший не англоязычный фильм | Жиль Мимуни          | Победа     |
| «Премия британского независимого кино»-1998              | Лучший иностранный независимый фильм         | Жиль Мимуни          | Победа     |